# Villaris
Villaris ist eine Weißweinsorte mit hoher Widerstandsfähigkeit gegen den Falschen und Echten Mehltau. Auch gegen die Grauschimmelfäule besteht mittlere bis hohe Resistenz. Dadurch ist eine Behandlung mit Pflanzenschutzmitteln in Jahren mit normaler Witterung nicht nötig. Diese Neuzüchtung wurde 1984 am Institut für Rebenzüchtung Geilweilerhof zwischen den Sorten Sirius und Villard Blanc gekreuzt und 2001 selektiert. Der Sortenschutz wurde 2004 erteilt.
Weine aus Villaris-Trauben erinnern geruch- und geschmacklich vielfach an weiße Burgunderweine. Durch die frühe Reife entstehen selbständige Weine mit ansprechender Säure.
Villaris war Kreuzungspartner der Neuzüchtungen Voltis und Floreal.